# Kartong

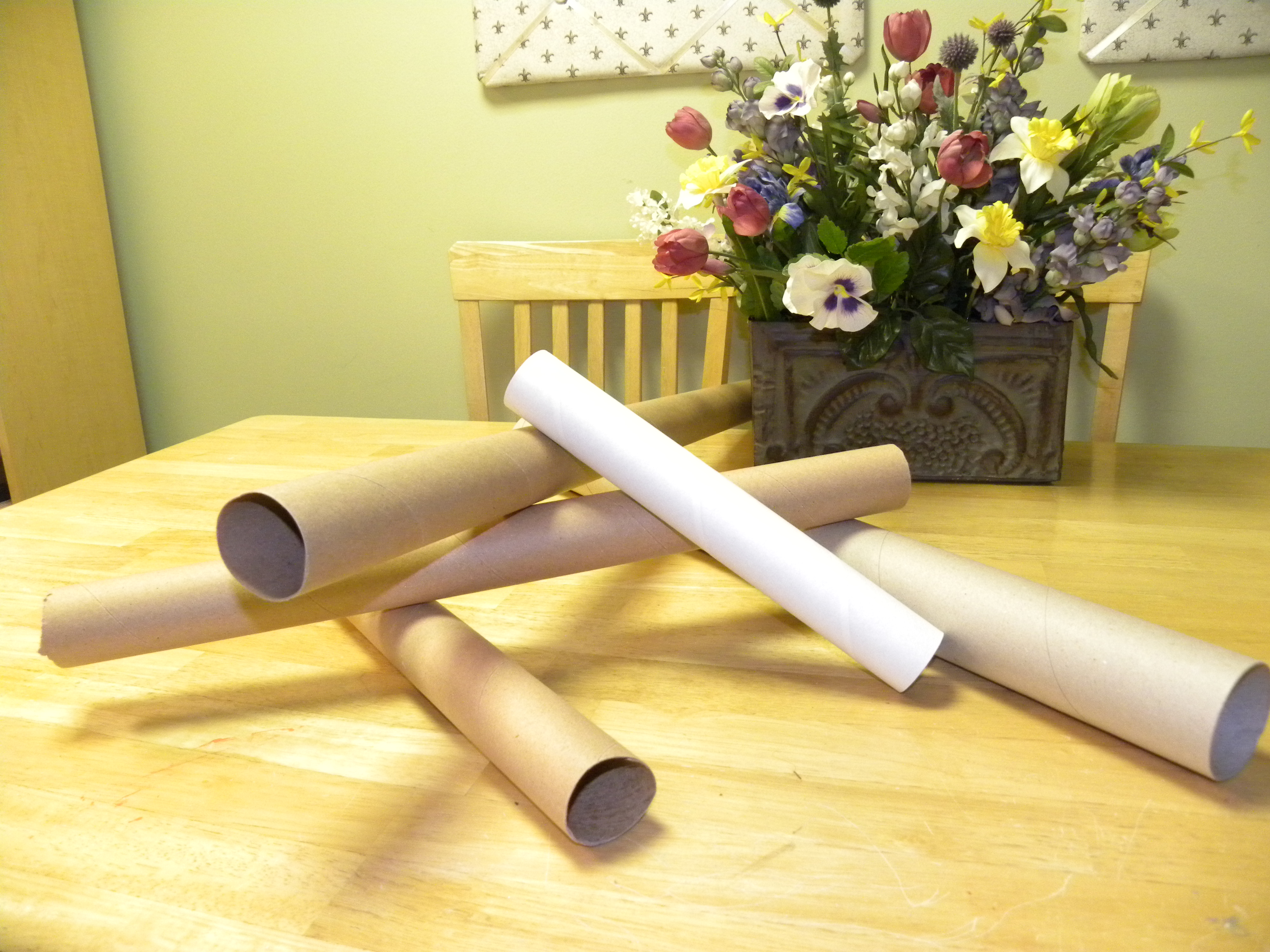
Rullar av kartong

Kartong eller papp är ett kraftigt papper som bland annat används i förpackningar och i konst. Kartong är en styv pappersprodukt, vars ytvikt överstiger 170 gram per kvadratmeter och papp har större ytvikt än 400 gram per kvadratmeter.

## Tillverkning
Kartong kan tillverkas från olika källmaterial: nyfiber eller returfiber, blekt eller oblekt pappersmassa, kemisk (sulfit- eller sulfatmassa) eller mekanisk massa, bestruken eller obestruken yta, vit eller brun baksida, med ett, två eller flera fiberskikt. Ett av skikten kallas kraftliner.

## Material
FBB (falskartong), SBB (solidkartong) och WLC (returfiberkartong) är vanligt förekommande kartongmaterial. Falskartong tillverkas av nyfiber med en stor andel mekanisk massa. Den är mycket stark, med goda vikningsegenskaper. Solidkartong är uppbyggd på blekt kemisk massa och ger utmärkt bildåtergivning. Returfiberkartong är en bestruken returfiberlåda eller returfiberkapsel. Både styrkan och priset är lägre än hos andra kartongmaterial och den uppfyller inte alla hygienkrav.

## Pappkartong

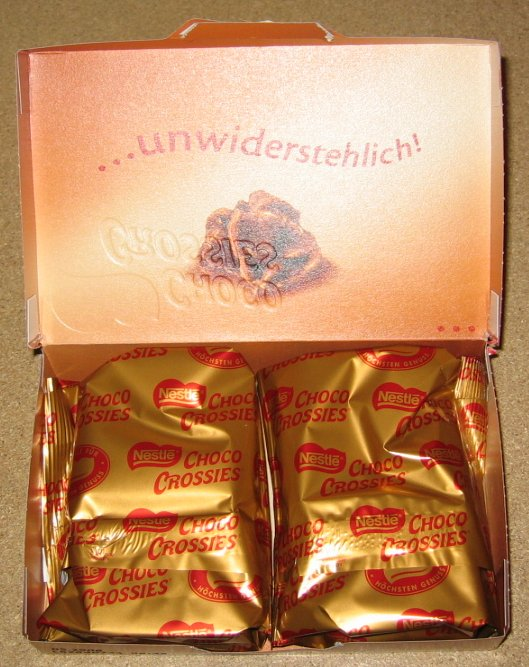
Choklad i en låda av kartong

En pappkartong är en låda avsedd för förvaring eller transport av något. Dessa lådor är användbara för att samla många mängder saker i ett begränsat utrymme för enkel hantering. Innehållet kan vara av de mest varierande slag, och dimensionerna anpassas till innehållets art.
De flesta kartongerna kan lagras som platta paket, som vid användning reses. Diverse listiga konstruktioner finns för att en rest kartong ska hålla sig uppe utan att falla samman. På större kartonger finns det ibland på sidorna utstansade, avlånga hål, lagom stora för att sticka in händerna i, när kartongen ska lyftas.